# Bazyliksymab
Bazyliksymab (ang. basiliximab) – organiczny związek chemiczny, chimeryczne ludzko-mysie przeciwciało monoklonalne o działaniu immunosupresyjnym stosowane w terapii ostrego odrzucania przeszczepu.

## Mechanizm działania
Bazyliksymab wiąże się wybiórczo z antygenem CD25 (łańcuch α receptora dla IL-2) na powierzchni aktywnych limfocytów T. Blokuje w ten sposób proliferację limfocytów zależną od IL-2.

## Wskazania
- profilaktyka ostrego odrzucania przeszczepu u chorych po przeszczepieniu nerki

## Przeciwwskazania
- nadwrażliwość na lek
- ciąża
- okres karmienia piersią

## Działania niepożądane
- zaparcie
- zakażenia układu moczowego
- ból
- nudności
- obrzęki obwodowe
- niedociśnienie tętnicze
- niedokrwistość
- ból głowy
- hipokaliemia
- hipercholesterolemia
- powikłania w obrębie ran chirurgicznych
- zwiększenie masy ciała
- wzrost stężenia kreatyniny
- hipofosfatemia
- biegunka
- zakażenia górnych dróg oddechowych
- posocznica

Bazyliksymab nie zwiększa częstości występowania nowotworów złośliwych.

## Stosowanie w trakcie ciąży i karmienia
Nie stosować w ciąży i w okresie karmienia piersią.

## Dawkowanie
Według zaleceń lekarza.

## Preparaty
- Simulect